# Państwo upadłe
Państwo upadłe (również państwo dysfunkcyjne, ang. failed state) – państwo, którego struktury państwowe uległy rozkładowi.
Choć brakuje uniwersalnej definicji tego pojęcia, failed state oznacza stan ogólnej dysfunkcjonalności państwa, który odnosi się do deficytu atrybutów władzy, tj. legitymacji i efektywności rządzenia. Pod względem formalnym (na gruncie prawa międzynarodowego) państwo upadłe pozostaje państwem, pod względem faktycznym przestaje jednak je przypominać (ungovernable state) lub staje się jego zaprzeczeniem (unwilling state). Państwo upadłe jest więc traktowane jako anomalia w stosunkach międzynarodowych. Sam termin jest wynikiem rozdźwięku między stanem formalnoprawnym a stanem faktycznym.

Kraje według ich kategorii w indeksie państw niestabilnych z 2020 roku

## Pochodzenie terminu
Termin ten został wprowadzony w latach dziewięćdziesiątych XX wieku przez Geralda Helmana i Stevena Ratnera. Początkowo jako synonimów używano także innych pojęć, takich jak: quasi-state, collapsed state, disintegrated state czy fragmented state. W języku polskim zaproponowano także pojęcie „państwa w stanie rozkładu”, chociaż jego adekwatność została zakwestionowana. Terminalną fazą upadku byłaby sytuacja rozpadu państwa (collapsed state), która należy jednak do rzadkości w stosunkach międzynarodowych (Somalia w latach 1991–2000).

## Cechy państwa upadłego
Oprócz upadku struktur władzy państwowej, upadek państwa wiąże się też z rozkładem społeczeństwa i jego fragmentacją, demontażem infrastruktury państwowej i cywilnej, załamaniem gospodarki, konfliktami zbrojnymi i naruszeniami praw człowieka.
Ponieważ upadek państwa wiąże się z konfliktami zbrojnymi, a często z aktami ludobójstwa, jest ono traktowane jako zagrożenie dla bezpieczeństwa i porządku międzynarodowego.

## Typologia państw upadłych
Istnieją różne wskaźniki upadku państwa. W 2004 r. Robert Rotberg porównał różne państwa według kryterium skali ich słabości instytucjonalnej, rozróżniając:
- państwa słabe (ang. weak states): Boliwia, Ekwador, Gujana, Gwatemala, Paragwaj, Burkina Faso, Czad, Ghana, Gwinea, Madagaskar, Malawi, Mali, Niger, Nigeria, Republika Środkowoafrykańska, Białoruś, Gruzja, Kirgistan, Liban, Mołdawia, Tadżykistan, Turkmenistan, Mjanma, Filipiny, Laos, Papua-Nowa Gwinea, Sri Lanka, Timor Wschodni, Wyspy Salomona;
- państwa upadające (ang. failing states): Haiti, Kolumbia, Wybrzeże Kości Słoniowej, Zimbabwe, Irak, Indonezja, Korea Północna, Nepal;
- państwa upadłe (ang. failed states): Demokratyczna Republika Konga, Liberia, Sierra Leone, Sudan, Afganistan;
- państwa rozpadłe (ang. collapsed state): Somalia.

Amerykański think tank Fund for Peace publikuje też od 2005 r. coroczne zestawienie, w którym porównuje państwa według indeksu upadku państwa (Failed States Index, od 2014 r. Fragile States Index).